# Journal d'instruction sociale
 (mars 2020).
Si vous disposez d'ouvrages ou d'articles de référence ou si vous connaissez des sites web de qualité traitant du thème abordé ici, merci de compléter l'article en donnant les références utiles à sa vérifiabilité et en les liant à la section « Notes et références ».
Le Journal d'instruction sociale est un hebdomadaire fondé par Nicolas de Condorcet le 1er juin 1793.

## Historique
Son existence fut éphémère puisque le journal ne publia que 6 numéros et ne perdura que jusqu'au 6 juillet 1793. Condorcet, aux côtés de Sieyès, et de Duhamel, tente de créer un journal repoussant l'ignorance dans un moment qu'il qualifie lui même de "discussion des intérêts et de défense des droits des citoyens".
Il contribua à la diffusion des idées de Condorcet, lui qui voyait la Révolution comme une occasion de faire des réformes qu'il considérait comme nécessaires. C'est notamment par l'intermédiaire de ce journal que la citation « Toute société qui n'est pas éclairée par des philosophes est trompée par des charlatans. » fut publiée. 